# Boca Livre (1979)
Boca Livre é o primeiro LP do grupo vocal Boca Livre gravado e mixado no estúdio da Sono-Viso do Brasil, Rio de Janeiro-RJ, no período entre julho a agosto de 1979. Adaptação para CD, a partir do projeto original do LP, realizada digitalmente, posteriormente, por Zé Nogueira. 

## Faixas
| Lado A |                               |                                                |         |  |
| N.º    | Título                        | Compositor(es)                                 | Duração |  |
| 1.     | "Quem Tem a Viola (Cecilia)"  | Zé Renato/Xico Chaves/Claudio Nucci/Juca Filho | 3:21    |  |
| 2.     | "Toada ("Na Direção do Dia")" | Zé Renato/Claudio Nucci/Juca Filho             | 3:17    |  |
| 3.     | "Mistérios"                   | Maurício Maestro/Joyce                         | 3:23    |  |
| 4.     | "Boi"                         | Nelson Angelo                                  | 2:54    |  |
| 5.     | "Diana"                       | Toninho Horta/Fernando Brant                   | 4:03    |  |

| Lado B         |                                              |                                   |         |  |
| N.º            | Título                                       | Compositor(es)                    | Duração |  |
| 6.             | "Ponta de Areia"                             | Milton Nascimento/Fernando Brant  | 1:15    |  |
| 7.             | "Feito Mistério"                             | Lourenço Baeta/Cacaso             | 3:17    |  |
| 8.             | "Pedra da Lua"                               | Toninho Horta/Cacaso              | 3:02    |  |
| 9.             | "Barcarola do São Francisco"                 | Geraldo Azevedo/Carlos Fernando   | 3:29    |  |
| 10.            | "Fazenda"                                    | Nelson Angelo                     | 2:42    |  |
| 11.            | "Minha Terra (Tema da peça "Papa Highirte")" | David Tygel/Oduvaldo Vianna Filho | 2:53    |  |
| Duração total: | Duração total:                               | Duração total:                    | 33:37   |  |